# North Dumdum
North Dumdum é uma cidade e um município no distrito de North 24 Parganas, no estado indiano de Bengala Ocidental.

## Demografia
Segundo o censo de 2001, North Dumdum tinha uma população de 220 032 habitantes. Os indivíduos do sexo masculino constituem 51% da população e os do sexo feminino 49%. North Dumdum tem uma taxa de literacia de 82%, superior à média nacional de 59,5%: a literacia no sexo masculino é de 86% e no sexo feminino é de 79%. Em North Dumdum, 9% da população está abaixo dos 6 anos de idade.